# Heriades frontosus
Heriades frontosus är en biart som beskrevs av August Schletterer 1889. Heriades frontosus ingår i släktet väggbin, och familjen buksamlarbin. Inga underarter finns listade i Catalogue of Life.